# حبيب الله القانيان
حبيب الله القانيان (بالفارسية: حبیب‌الله القانیان)، مواليد 5 أبريل 1909 وأعدم بتاريخ 9 مايو 1979، وهو رجل أعمال إيراني، يهودي الديانة، اشتهر ببناء برج بلاسكو لصناعة الملابس والأقمشة، أعدم على يد الحرس الثوري الإيراني سنة 1979 بتهمة العمالة لإسرائيل برغم أن القانيان نفى أي صلة بإسرائيل.

## استثمارات حبيب القانيان
كان حبيب القانيان من رواد صناعة البلاستيك والألومنيوم في إيران. وقام باستثمارات كبيرة بدءًا من الأجهزة المنزلية وحتى بناء الأبراج. كما شيد حبيب القانيان برج شيمشون وهو مبنى بورصة الماس الإسرائيلية في شمال تل أبيب. وقبل اعتقاله كان رئيس الجالية اليهودية في طهران، وهذا ما سبب صدمة كبرى لليهود في إيران.

## إعدام القانيان
اُعتقل السيد حبيب بتهمة التواصل مع إسرائيل، وكان تعاملاته مع إسرائيل قد تمت في عهد الشاه ، حيث كانت العلاقات الإيرانية الإسرائيلية ودية، وفي نهاية المطاف، أصدر صادق خلخالي الحكم بإعدام حبيب القانيان وفق أوامر الخميني”. كان إعدام حاج حبيب رميًا بالرصاص، قد بعث برسالة عدم الأمان لكل ممثلي الجالية اليهودية ومواطنيها. وإقصاء اليهود من المجتمع الإيراني. بعد إعدام حاج حبيب، هاجر 80٪ من الجالية اليهودية بعد الثورة”.